# 不動産ローン
不動産ローンとは不動産を担保とする融資一般を指す。個人の借り手自身が居住する目的の住宅ローンもその一種になるが、特に不動産ローンと言った場合は含まない。
事業所を購入するための事業用不動産ローンや、賃貸住宅や賃貸オフィス等を購入するための投資用不動産ローン、所有の不動産を担保とした運転資金のローン等がある。不動産を担保とするため、借入の際の利息が他のローンと比較して安価な場合が多い。
住宅ローンとの大きな違いは、住宅ローンが個人の支払能力に審査の力点が置かれるのに対し、不動産ローンは事業計画の収益性に力点が置かれる点である。政策的支援も個人の方に手厚い。
取り扱い金融機関
東京スター銀行 スター不動産担保ローン
滋賀銀行 ジャストサポート
楽天銀行 楽天銀行不動産担保ローン